# کاوش زمین‌گیاه‌شناسی
کاوش زمین‌گیاه‌شناسی (به انگلیسی: Geobotanical prospecting) به کاوش (اکتشاف) بر اساس گیاهان شاخص مانند متالوفیت‌ها و تجزیه‌وتحلیل پوشش گیاهی اشاره دارد. به عنوان مثال، معدن Viscaria در سوئد از نام گیاه Silene suecica (Syn. Viscaria alpina) است که توسط کاوشگران برای کشف ذخایر سنگ مورد استفاده قرار گرفت.
«وفادارترین» گیاه شاخص گل مس (Ocimum centraliafricanum) است، «گیاه مس» یا «گل‌مس» که در گذشته به عنوان Becium homblei شناخته می‌شد، که تنها در خاک‌های دارای مس (و نیکل) در مرکز تا جنوب آفریقا یافت می‌شود.
در سال ۲۰۱۵، استفان ای. هاگرتی شمعدان پاندانوس را به عنوان یک شاخص گیاه‌شناسی برای لوله‌های کیمبرلیت، منبع الماس استخراج‌شده، شناسایی کرد.